# Susan Lynch
Susan Lynch (* 5. Juni 1971 in Corrinshego, County Armagh) ist eine nordirische Schauspielerin.

## Leben und Leistungen
Susan Lynch wurde 1971 im Townland Corrinshego nahe Newry als eines von fünf Kindern eines einfachen Arbeiters geboren. Ihr älterer Bruder ist der Schauspieler John Lynch.
Sie debütierte am Anfang der 1990er-Jahre in Fernsehfilmen und Fernsehserien, ihr erster Kinofilm war der Familienfilm Das Geheimnis des Seehundbabys (1994, R: John Sayles). Im Horrorfilm Interview mit einem Vampir (1994) spielte sie neben Tom Cruise und Brad Pitt eine kleine Nebenrolle. Im Fernsehthriller Lügenspiele (1996) übernahm sie neben John Hannah eine der größeren Rollen.
Für die Rolle von Maggie O’Toole in der Komödie Lang lebe Ned Devine! (1998) wurde Lynch im Jahr 1999 für den Screen Actors Guild Award nominiert. Für die Titelrolle im Filmdrama Nora (2000) gewann sie 2000 den IFTA Award sowie einen Preis des Cherbourg-Octeville Festival of Irish & British Film. Im Thriller Beautiful Creatures (2000) spielte sie neben Rachel Weisz eine der Hauptrollen, für die sie im Jahr 2001 für den British Independent Film Award nominiert wurde. Im Horrorfilm From Hell (2001) trat sie neben Johnny Depp auf.
Für ihre Hauptrolle in der Mini-Fernsehserie Any Time Now (2002) gewann Lynch im Jahr 2003 den IFTA Award. Für die Rolle von Mary im Filmdrama Sixteen Years of Alcohol (2003) wurde sie mit dem British Independent Film Award und mit dem IFTA Award ausgezeichnet. Für ihre Darstellung der Dr. Maria Orton in der Fernsehserie Bodies wurde sie 2004 für den IFTA Award nominiert. Im Jahr 2004 trat sie im Theaterstück The Night Season im Londoner National Theatre auf und der Film Liebeswahn – Enduring Love wurde veröffentlicht.
Lynch war mit dem Schauspieler Craig Parkinson verheiratet, das Paar trennte sich 2019 nach 12 Jahren Ehe. Aus der Ehe ging ein Sohn hervor.

## Filmografie (Auswahl)
- 1978: Nordlicht in Dakota (Northern lights)
- 1991: The Bill (Fernsehserie, Folge 7x68)
- 1993: Für alle Fälle Fitz (Cracker), Folge Mörderische Liebe (To Say I Love You) (TV)
- 1994: Das Geheimnis des Seehundbabys (The Secret of Roan Inish)
- 1994: Interview mit einem Vampir (Interview with the Vampire)
- 1995: Perfect Match – 1:0 für Bridget und Phil (The Perfect Match)
- 1995: Der Racheengel (Dangerous Lady)
- 1996: Lügenspiele (Truth or Dare)
- 1996: Ein königlicher Skandal (A Royal Scandal)
- 1998: Lang lebe Ned Devine! (Waking Ned)
- 2000: Nora, als Nora Barnacle
- 2000: Beautiful Creatures
- 2001: Hand in Hand mit dem Tod (Happy Now)
- 2001: From Hell
- 2001: Der Kartograph (The Mapmaker)
- 2002: Jedermanns Fest
- 2003: Casa de los babys
- 2003: Desolation – 16 Years of Alcohol (Sixteen Years of Alcohol)
- 2004: Liebeswahn – Enduring Love (Enduring Love)
- 2004: Mickybo and Me
- 2004–2006: Bodies (TV)
- 2006: Die Zehn Gebote (The Ten Commandments)
- 2007: Elizabeth – Das goldene Königreich (Elizabeth: The Golden Age)
- 2008: City Rats
- 2009: Das große Rennen – Ein abgefahrenes Abenteuer (The Race)
- 2010: Die geheimen Tagebücher der Anne Lister (The Secret Diaries of Miss Anne Lister, Fernsehfilm)
- 2010: Agatha Christie’s Marple (Fernsehserie, 1 Folge)
- 2011: New Tricks – Die Krimispezialisten (New Tricks, Fernsehserie, Folge 8x05)
- 2016: Ein verborgenes Leben – The Secret Scripture
- 2016, 2023: Happy Valley – In einer kleinen Stadt (Happy Valley, Fernsehserie, 7 Folgen)
- 2017: Bad Day for the Cut
- 2018: Ready Player One
- 2018: Doctor Who (Fernsehserie, Folge 11x02)
- 2018: Killing Eve (Fernsehserie, 2 Folgen)
- 2018–2020: Save Me (Fernsehserie, 11 Folgen)
- 2019: Downton Abbey
- 2019: Wild Bill (Fernsehserie, Folge 1x01 Boston, Licolnshire (Welcome to Boston))
- 2020: Here Are the Young Men
- 2020: Cold Blow Lane
- 2021: Bloodlands – Die Goliath-Morde (Bloodlands, Fernsehserie, Folge 1x04)
- 2021: Unforgotten (Fernsehserie, 6 Folgen)
- 2021: Close to Me (Miniserie, 4 Folgen)
- 2022: Pistol (Fernsehserie, Folge 1x05)
- 2023: The Change (Fernsehserie, 6 Folgen)
- 2024: Bring Them Down